# Reinado de Isabel II de Espanha
O reinado de Isabel II é o período da história contemporânea de Espanha compreendido entre a morte de Fernando VII em 1833 e o triunfo da Revolução de 1868, que obrigou à rainha a sair do país em exílio. Seu reinado está dividido em duas grandes etapas: a minoridade (1833-1843) onde se estabeleceu uma regência, primeiro, sua mãe Maria Cristina de Bourbon-Duas Sicílias e, depois, o general Baldomero Espartero; e o reinado efetivo que começa com a declaração pelas Cortes em 1843 de sua maioridade, ocorrida quando ela só tinha treze anos.Ao longo de seu reinado produziu-se a consolidação do Estado liberal Espanhol.
Quando da morte de Fernando VII o 29 de setembro de 1833, sua esposa, Maria Cristina de Bourbon-Duas Sicílias assumiu a regência com o apoio dos liberais, em nome de sua filha e futura rainha, Isabel II. O conflito com seu cunhado, Carlos Maria Isidro de Bourbon, que aspirava ao trono em virtude de uma pretendida vigência da Lei Sálica —já extinta por Carlos IV e pelo próprio Fernando VII— levaram ao país à Primeira Guerra Carlista.
Depois da breve regência de Espartero que sucedeu à regência de Maria Cristina, Isabel II foi proclamada maior de idade com treze anos por uma resolução dos Cortes Gerais em 1843. Assim começou o reinado efetivo de Isabel II, que costuma se dividir em quatro períodos: a década moderada (1844-1854); o Biênio Progressista (1854-1856); a etapa dos governos da União Liberal (1856-1863) e a crise final (1863-1868).
O reinado de Isabel II caracterizou-se por uma tentativa de modernizar a Espanha que se viu contido, no entanto, pelas tensões internas dos liberais, a pressão que seguiram exercendo os partidários do absolutismo mais ou menos moderado, os governos totalmente influídos pelo estamento militar e o fracasso final ante as dificuldades econômicas e a decadência da União Liberal que levaram a Espanha à experiência do Sexênio Democrático. Também influiu muito em seu reinado a personalidade da rainha Isabel sem dotes para o governo e pressionada em todo momento pela Corte, especialmente por sua própria mãe, e também pelos generais Narváez, Espartero e Ou'Donnell, o que impediu que se consolidasse o trânsito do Antigo Regime ao Estado Liberal, pelo que Espanha chegou ao último terço do século século XIX em condições desfavoráveis com respeito a outras potências europeias.

## As Regências de Maria Cristina e de Espartero

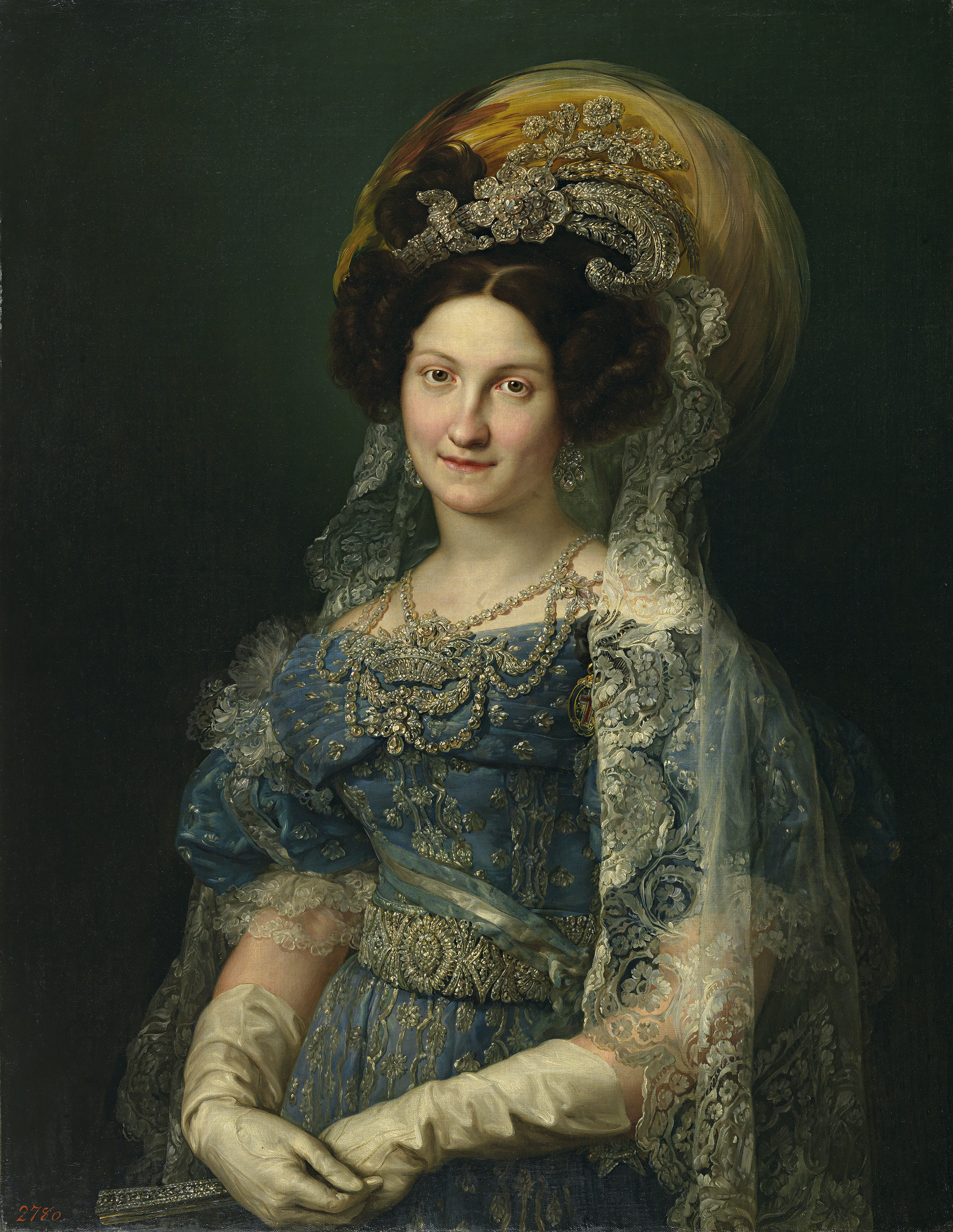
Maria Cristina de Bourbon-Duas Sicílias.

A Regência de Maria Cristina de Bourbon esteve marcada pela guerra civil derivada do pleito sucessório entre os partidários da futura Isabel II ou "isabelinos" (ou "cristinos" pelo nome da regente) e os de Carlos Maria Isidro ou "carlistas". Francisco Cea Bermúdez, muito próximo das teses absolutistas do defunto Fernando VII foi o primeiro Presidente do Conselho de Ministros. A ausência de conquistas liberais forçou a saída de Bermúdez e a chegada de Martínez da Rosa quem convenceu à Regente para promulgar o Estatuto Real de 1834, uma carta outorgada que não reconhecia a soberania nacional o que supunha um retrocesso em frente à Constituição de Cádis de 1812, concedida por Fernando VII.
O fracasso dos liberais conservadores ou "moderados" levou ao poder aos liberais progressistas no verão de 1835. A figura mais destacada deste período foi Juan Álvarez Mendizábal, político e financeiro de grande prestígio que institucionalizou as "juntas revolucionárias" que tinham surgido durante as revoltas liberais do verão e iniciou várias reformas econômicas e políticas, entre as quais se destaca a desamortização que levou seu nome que pôs em venda os bens das ordens regulares da Igreja católica. Durante o segundo governo progressista presidido por José María Calatrava e com Mendizábal, aprovou-se a nova Constituição de 1837 numa tentativa por conjugar o espírito da Constituição de Cádis e conseguir o consenso entre os dois grandes partidos liberais, moderados e progressistas.
A Guerra Carlista gerou graves problemas econômicos e políticos. A luta contra o exército do carlista de Tomás de Zumalacárregui, alçado em armas desde 1833, obrigou à Regente a depositar boa parte de sua confiança nos militares cristinos que atingiram grande renome entre a população. Deles destacou-se o general Espartero que foi o encarregado de certificar a vitória final no Convênio de Oñate, mais conhecido como o Abraço de Vergara.
Em 1840, Maria Cristina, consciente de sua debilidade, tratou de chegar a um acordo com Espartero, mas este se pôs do lado dos progressistas quando o 1 de setembro estorou a "revolução de 1840" em Madri. Então Maria Cristina viu-se obrigada a abandonar Espanha e deixar a Regência em mãos de Espartero em 12 de outubro de 1840.
Durante a Regencia de Espartero, o general não soube rodear do espírito liberal que lhe tinha levado ao poder, e preferiu confiar os assuntos mais importantes e transcendentais aos militares, chamados ayacuchos pela falsa crença em que Espartero tinha estado na Batalha de Ayacucho. De facto, o general Espartero foi acusado de exercer a Regência na forma de uma ditadura.
Por sua vez, os conservadores representados por Leopoldo Ou'Donnell e Narváez não cessaram em seus pronunciamentos. Em 1843 a deterioração política acentuou-se e até os liberais que lhe tinham apoiado três anos dantes, conspiravam contra ele. O 11 de junho de 1843 uma revolta dos moderados foi apoiada até mesmo pelos homens da confiança de Espartero como Joaquín María López e Salustiano Olózaga, o que obrigou ao general a abandonar o poder e marchar ao exílio em Londres.